# Die Vögel (Band)
Die Vögel sind ein deutsches Elektro-Duo, bestehend aus Jakobus Durstewitz und Mense Reents.

## Geschichte
Die Vögel wurden 2007 von den Musikern Jakobus Durstewitz (ehemals Jakobus Siebels) und Mense Reents als Projekt während eines Aufenthalts von Jakobus Durstewitz in Kassel im Rahmen der off-Documenta gegründet. Als Mense Reents diesen dort besuchte, organisierten die beiden Musiker spontan ein Konzert, zu dem sie die Musik erst zwei Tage zuvor komponiert hatten. Dieser erste Die-Vögel-Auftritt fand in der Kasseler Galerie Loyal statt.
Mit dem Lied Blaue Moschee gelang dem Duo dann Ende 2009 ein großer Clubhit, der unter anderem von DJ Sven Väth bei dessen Auftritten aufgelegt wurde.
Für ihre 2011 erschienene Single Fratzengulasch produzierten die Videokünstler und Filmemacher Timo Schierhorn und Katharina Duve das Musikvideo.
2012 wurde ein Sample aus ihrem Lied Blaue Moschee in der offiziellen Single zur Fußball-Europameisterschaft 2012 verwendet. Die Hookline des EM-Songs Endless Summer von der Sängerin Oceana ist eine Fanfare. Sie stammt im Original von Die Vögel.
Seit 2009 veröffentlicht das Duo seine Maxisingles auf dem Musiklabel Pampa Records von DJ Koze und Marcus Fink und tritt immer wieder in Deutschland und international auf. Neben Clubauftritten spielten Die Vögel auf diversen Musikfestivals wie dem Appletree Garden Festival, Fusion Festival oder dem MS Dockville.

## Stil
Der Musikstil von Die Vögel wird als „Deep Tech“ und „Psych House“ oder als dadaistischer Brass House beschrieben, für den das Duo beispielsweise Blockflöten, Tubas, Klarinetten und Trommeln als auch analoge Drumcomputer und Synthesizer verwendet. Hinzu kommen dadaistisch-intellektuelle Texte.

## Diskografie

### Singles und EPs
- 2009: Blaue Moschee (12" / Musikdownload, Deutschland, Pampa Records)
- 2010: Blaue Moschee EP (CD, Italien, Rise)
- 2011: Fratzengulasch (12" / Musikdownload, Deutschland, Pampa Records)
- 2013: The Chicken (12" / Musikdownload, Deutschland, Pampa Records)

### Remixe
- 2011: Pantha du Prince – Welt am Draht (Die Vögel Version), Erstveröffentlichung auf Pantha du Prince – XI Versions of Black Noise (CD / Musikdownload, England, Rough Trade)
- 2012: Dntel / Herbert – My Orphaned Son / It’s Only (12", Deutschland, Pampa Records)
- 2012: Dntel / Herbert – Remixes by Die Vögel, DJ Koze, Musikdownload (Deutschland, Pampa Records)
- 2013: Tocotronic Feat. Westbam & Die Vögel – Warte auf mich auf dem Grund des Swimmingpools (Single als Musikdownload, Deutschland, Vertigo Berlin)
- 2013: Tocotronic Feat. Westbam & Die Vögel – Warte auf mich auf dem Grund des Swimmingpools (12" / Musikdownload, Deutschland, Vertigo Berlin, Rock-O-Tronic Records)